# Colaspoides curvipes
Colaspoides curvipes es un insecto coleóptero de la familia Chrysomelidae.
Fue descrita científicamente en 2004 por Medvedev.